# Rezolucja Rady Bezpieczeństwa ONZ nr 433
Rezolucja Rady Bezpieczeństwa ONZ nr 433 została przyjęta jednomyślnie 17 sierpnia 1978 r.
Po przeanalizowaniu wniosku Wysp Salomona o członkostwo w Organizacji Narodów Zjednoczonych, Rada zaleciła Zgromadzeniu Ogólnemu przyjęcie tego państwa do swojego grona.

## Źródło
- UNSCR - Resolution 433